# Писку Русулуј (Јаши)
Писку Русулуј (рум. Piscu Rusului) насеље је у Румунији у округу Јаши у општини Дагаца. Oпштина се налази на надморској висини од 250 m.

## Становништво
Према подацима из 2002. године у насељу је живело 478 становника, од којих су сви румунске националности.